# Annel Silungwe
Annel Musenga Silungwe (* 10. Januar 1936, Mbala, Nordrhodesien; † 30. Juni 2024) war ein sambischer Jurist. Er war von 1975 bis 1992 Chief Justice of Zambia und diente auch als Richter in den Seychellen und für den Supreme Court in Namibia.

## Leben

### Jugend und  Persönliches
Silungwe wurde in Mbala in Nordrhodesien geboren. Er besuchte Missionsschulen und engagierte sich nach seiner Ausbildung in religiösen Angelegenheiten. Er wurde zum Diakon einer örtlichen Kirche gewählt. Als Mitglied der United Church of Zambia, wo er auch seit 1960 zum Kirchenvorstand gehörte, wurde er „einer der begabtesten Laienprediger des Landes“. Er gründete zudem einen Kirchenchor, gemeinsam mit Familienmitgliedern. Silungwe erklärte, dass das Lesen der Bibel ihm in seiner Justiz-Karriere Hilfe gewesen sei. Er übernahm verschiedene Posten für das Christian Council of Zambia und war Vorstandsmitglied der Bible Society of Zambia. Silungwe war verheiratet.

### Karriere
Silungwe trat 1958 als Gerichtsdolmetscher in den öffentlichen Dienst ein. In den darauf folgenden Jahren zog er nach London, England, wo er studierte und 1966 am Inner Temple zum Barrister-at-Law zugelassen wurde. Im folgenden Jahr kehrte er nach Sambia zurück und wurde zum ortsansässigen Friedensrichter ernannt. Später erhielt er die Titel Senior Resident Magistrate Class II (1968) und Senior Resident Magistrate Class I (1970), bevor er 1971 zum Puisne Judge befördert wurde. 1973 wurde er zum Attorney General und Justizminister ernannt und als Abgeordneter nominiert. Im Jahr 1974 wurde ihm der Rang eines Staatsanwalts verliehen und er behielt seine Posten als Attorney General und Minister bis 1975. Von 1972 bis 1974 war er außerdem Mitglied der Judicial Service Commission und von 1973 bis 1975 Vorsitzender des Parliamentary Legislative Committee.
Am 1. Mai 1975 wurde Silungwe zum Obersten Richter von Sambia (Chief Justice of Zambia) ernannt und war damit der erste Einheimische, der diesen Titel trug. Bei seiner Ernennung war er 39 Jahre alt und hatte das Amt 17 Jahre lang inne – die längste Zeit in der Geschichte Sambias – und ging am 30. Juni 1992 in den Ruhestand. Der namibische Richter Peter Shivute erklärte später, dass Silungwe „mit Hingabe und Auszeichnung gedient hat, was ihm den Respekt und die Bewunderung seiner Kollegen und der juristischen Gemeinschaft eingebracht hat.“ Silungwe, der 1977 seinen Master of Laws an der Universität von Sambia erlangte, war während seiner Amtszeit als Oberster Richter auch Vorsitzender der Judicial Service Commission, des Council of Legal Education und des Council of Law Reporting. Darüber hinaus war er seit 1977 Ratsmitglied der World Jurist Association.
Nach seiner Tätigkeit als Oberster Richter von Sambia wurde Silungwe 1992 zum Richter am Berufungsgericht der Seychellen ernannt. 1995 wurde er der erste Direktor des Justice Training Center (JTC) in Namibia und spielte eine „Schlüsselrolle“ („pivotal role“) in der juristischen Ausbildung des Landes. Von 1995 bis 1996 war er kommissarischer Richter am Supreme Court in Namibia und wurde 1999 zum Richter am dortigen High Court ernannt, wo er bis zu seiner Pensionierung im März 2009 tätig war.
Im Jahr 2003 war er außerdem Vorsitzender der namibischen Magistratskommission. Silungwe wurde später im Jahr 2011 zum Vorsitzenden eines technischen Komitees zur Ausarbeitung einer neuen sambischen Verfassung ernannt und wirkte an einem Verfassungsentwurf mit, der 2013 vorgelegt, allerdings nie verabschiedet wurde.
Darüber hinaus war er Dozent an der Universität von Sambia von 1974 bis 1980 und unterrichtete auch am Law Practice Institute von 1975 bis 1981.

## Tod
Silungwe  starb am 30. Juni 2024 im Alter von 88 Jahren in einem Krankenhaus in Lusaka. Nach seinem Tod beschrieb Präsident Hakainde Hichilema Silungwe:

“left behind a legacy marked by unwavering dedication to justice and the rule of law," and noted his "commitment to advancing democracy and advocating for human rights [and] contributions to promoting access to justice for all, without discrimination”

„ein Vermächtnis hinterlassen, das geprägt ist von unerschütterlichem Einsatz für Gerechtigkeit und Rechtsstaatlichkeit.“ Und Hichilema erwähnte sein „Engagement für die Förderung der Demokratie und den Einsatz für Menschenrechte [und] seine Beiträge zur Förderung des Zugangs zum Recht für alle und ohne Diskriminierung“